# 驚嚇陰屍路 (第四季)
第四季（英語：Fear the Walking Dead Season 4）從2018年4月15日起在美國AMC頻道首播，由羅伯特·柯克曼和戴夫·埃利克森共同開發，並為柯克曼創作的知名電視劇集《陰屍路》的外傳和首部衍生劇集。由於戴夫·埃利克森宣佈在第三季後將不再擔任該劇集的節目統籌，統籌工作由安德魯·查布里斯和伊恩·高德堡接任，拍攝地點轉移至德克薩斯州奧斯汀。
此季劇情承接上一季結尾，但時間跳躍至兩年以後，講述倖存的麥蒂森·克拉克一家找到彼此後，入住一座棒球場建立新家園，但遭遇新敵人「禿鷹幫」徘徊在外。此季同時首次跟《陰屍路》進行兩劇連動，本季開頭同時承接《陰屍路》第八季，來引進由蘭尼·詹姆斯飾演摩根·瓊斯加盟為新主演。

## 卡司

### 主要演員
- 金·迪肯斯 飾演 麥蒂森·克拉克（英语：Madison Clark）：前洛杉磯高中輔導主任（英语：School counselor），是一位不惜一切想保護家人不受傷害的強悍母親，對人性本善抱有強大希望，但必要情況下還是會使用武力。
- 法蘭克·迪蘭 飾演 尼克·克拉克（英语：Nick Clark (character)）：麥蒂森的兒子，曾經是沉迷海洛因的街頭毒蟲，如今開始自我勒戒。為人無私善良，尤其會照顧弱者和小孩。
- 艾莉西亞·戴南-卡瑞 飾演 艾莉西亞·克拉克（英语：Alicia Clark）：麥蒂森的女兒，尼克的妹妹，是一位獨立堅強、富有同情的少女，在任何情況下都能自給自足。
- 瑪姬·格蕾斯 飾演 艾西雅（Althea）：一位待人多疑、足智多謀的戰地記者，隨時隨地拿著攝影機，凡事追求真相、同時也守口如瓶，駕駛著一輛SWAT大型裝甲車（英语：MRAP）。
- 科曼·多明戈（英语：Colman Domingo） 飾演 維克多·史特蘭（英语：Victor Strand (character)）：一名見機行事的前富商，起初幫艾莉西亞一家人離開洛杉磯，水壩爭奪戰後繼續跟隨麥蒂森一家。
- 達娜·加史亞（英语：Danay García） 飾演 露西亞娜·「露西」·蓋維茲（Luciana "Lucy" Galvez）：一位來自墨西哥蒂華納的一座淪陷社區的倖存者，是尼克的女友，起初與尼克失散後在這兩年期間跟他重逢。
- 葛瑞特·迪拉杭特 飾演 約翰·多利（John Dorie）：一位獨居野外的前警察，隨身帶著兩把左輪手槍，待任何人都十分和善，嘴巴喜歡說個不停，踏上旅程尋找失散的女友「蘿拉」。
- 蘭尼·詹姆斯 飾演 摩根·瓊斯（英语：Morgan Jones (The Walking Dead)）：一位精神不穩定的倖存者，善用合氣道棍術，曾經跟過來自維吉尼亞州的大集體，經歷完戰爭後獨自流浪至德州，一步一步結識艾莉西亞一行人。
- 珍娜·葉夫曼 飾演 瓊（June）：一位熱心卻有著私心的神秘護士，使用過「娜奧米」（Naomi）等多數假名，跟約翰有過一段情，被他叫作「蘿拉」（Laura）。

### 常設演員
- 凱文·席格斯 飾演 梅爾文（Melvin）：強盜團「禿鷹幫」（The Vultures）的首領，帶領人馬靠沿路拾荒、霸佔他人資源為生，處心積慮打算佔領棒球場，與麥蒂森成為死對頭。
- 艾莉莎·內桑森（英语：Alexa Nisenson） 飾演 查莉（Charlie）：棒球場的新進居民，年僅11歲的小女孩，但後來揭示她其實身為禿鷹幫派進棒球場的間諜。
- 埃文·甘博 飾演 恩尼斯（Ennis）：梅爾文的弟弟，禿鷹幫的二把手，行徑比哥哥更為放肆、猖狂、貪婪及陰險，擁有一輛藍色艾卡米諾（英语：Chevrolet El Camino）跑車。
- 塞巴斯蒂安·索茲 飾演 科爾（Cole）：棒球場裡的居民兼搜資者，一向和史特蘭一起行動，是史特蘭的心儀對象。
- 朗達·格里夫斯（英语：Rhoda Griffis） 飾演 薇薇安（Vivian）：棒球場的女居民，小名「薇薇」（Viv），負責大門看守工作。
- 肯尼斯·韋恩·布拉德利 飾演 道格拉斯（Douglas）：棒球場的居民，薇薇安的丈夫，同樣負責看守工作。
- 戴瑞·米契（英语：Daryl Mitchell (actor)） 飾演 溫德爾（Wendell）：生活在密西西比州的倖存者，雙腿殘疾而坐輪椅，但他的身手依然敏捷。
- 茉·科林斯（英语：Mo Collins） 飾演 莎拉（Sarah）：溫德爾的養妹，前美國海軍士兵，因為哥哥申請失敗的遭遇而退伍，開始和他相依為命。
- 亞倫·史丹佛 飾演 吉姆·布勞爾（Jim Brauer）：一位釀酒師，能釀出溫德爾和莎拉愛喝的啤酒，因此被他們倆接上一起行動。
- 譚妮亞·平金斯（英语：Tonya Pinkins） 飾演 瑪莎（Martha）：一名因喪夫而精神錯亂的前英語教師，無依無靠的她如今對「人幫助人」極為厭惡，開始追尋四處擺放的補給盒源頭。
- 史蒂芬·亨德森（英语：Stephen Henderson (actor)） 飾演 克雷頓（Clayton）：一名無私慷慨的卡車主人，外號「北極熊」，他獨自發起四處擺放補給盒幫助倖存者的行動。

另外，三位來自《陰屍路》的主演安德魯·林肯、梅莉莎·麥克布萊德和湯姆·佩恩分別在第四季首播集客串飾演瑞克·格萊姆斯、卡蘿·派勒提爾以及保羅·「耶穌」·羅維亞。

## 集數
| 總集數 | 集數 （季） | 標題                                         | 導演               | 編劇                                          | 首播日期      | 美國收視人數 （百萬） |
| --- | ----------- | -------------------------------------------- | ------------------ | --------------------------------------------- | ------------- | --------------------- |
| 38 | 1           | 你從何說起？ What's Your Story?              | 約翰·波爾森        | 史考特·M·金普 & 安德魯·查布里斯 & 伊恩·高德堡 | 2018年4月15日 | 4.09                  |
| 來自維吉尼亞州的摩根·瓊斯自從經歷戰爭後身心均受創，遠居野外並再三推拒朋友的舉手相助。摩根最後收拾東西離開夥伴，遠走他鄉流浪來逃避過去，獨自一路南下至德州鄉村。一晚，他在樹林時遇到一位扎營的友好牛仔約翰·多利，其收留摩根在車中睡一晚。但摩根一心只想自我放逐，趁夜裡獨自離開時被一群以利蘭為首的本地惡霸抓到。約翰趕上來打算救他卻也被抓到，而一名開SWAT大型裝甲車的女子艾西雅將她們救走。身為記者的艾西雅有著問故事的習慣，拿出攝影機打算錄下他們倆各自的經歷。約翰供述他正在尋找失散的戀人「蘿拉」，而摩根不打算配合準備獨自離去時，但利蘭帶人這時攻下艾西雅的營地準備洗劫。摩根被迫拿出隨身棍子，和約翰攜手合作殺死多數利蘭的部下，途中放出關在營地房車和其他房子中的大量行屍，讓企圖奪走裝甲車的利蘭等人被活活撕成碎片。艾西雅拿走營地的一根標註數字「51」的旗子後，用裝甲車的兩挺機槍帶著他們倆逃離。摩根準備離開前對艾西雅講述自己的一部分由來，離開半路上殺死一位他先前幫助過卻喪命屍變的倖存者，因腿傷而還是回頭暫時跟約翰和艾西雅一起行動。三人於面前路中央遇到一名看似受傷的女孩，未知是伏擊陷阱而集體下車，因此全體被艾莉西亞、史特蘭、尼克和露西四人攔截下來。                     |             |                                              |                    |                                               |               |                       |
| 39 | 2           | 美好家園 Another Day in the Diamond          | 麥可·E·薩崔斯密    | 安德魯·查布里斯 & 伊恩·高德堡                 | 2018年4月22日 | 3.07                  |
| 自從兩年前在水壩爭奪戰中倖存後，麥蒂森、尼克、艾莉西亞、史特蘭和露西經過自謀生路卻幸運找到彼此後，集體入住德州的戴爾·達蒙德棒球場。擔起領導職責的麥蒂森歡迎附近的倖存者一起入住，而尼克留在棒球場裡擔任農務工作，但種出的菜很快就被象鼻蟲咀爛。艾莉西亞、露西和史特蘭擔任外圍搜資工作，過程中營救一名小女孩查莉，將其收留至棒球場生活兩星期。麥蒂森得知查莉在外有家人後，借用棒球場居民的汽車陪艾莉西亞等人到查莉所說的小鎮上尋找。麥蒂森在小鎮油庫附近找到一座棄置營地，抬頭望見一根寫著數字「457」的白旗。這時出現一名在此居住一晚的倖存者娜奧米，麥蒂森不慎和她一同掉入裝滿行屍的油箱裡後，一同突圍才獲得娜奧米的信任。晚間，所有人打道回府時，所有人目睹一夥車隊來到棒球場外圍扎營，當中率領這群稱作「禿鷹幫」（The Vultures）惡徒的領袖梅爾文，走上前敲詐麥蒂森給出一半物資。梅爾文召回尼克身邊的查莉，其身為他派指派進入棒球場試探的間諜。由於麥蒂森拒絕提議且不肯讓步，梅爾文一夥開始賴在外面不走。現今，全身狼藉的艾莉西亞、尼克、露西和史特蘭在路上截下摩根、約翰和艾西雅三人後，靠他們尋獲的白旗誤以為他們也是禿鷹幫一夥，命令摩根三人帶他們回去找到白旗的營地。                                   |             |                                              |                    |                                               |               |                       |
| 40 | 3           | 在外安逸 Good Out Here                       | 丹·劉              | 下澤信太郎                                    | 2018年4月29日 | 2.71                  |
| 之前，棒球場面對禿鷹幫的脅迫，麥蒂森和尼克找到最近的教堂裡去尋找食物，但梅爾文的弟弟恩尼斯卻已捷足先登，甚至發現是查莉監聽麥蒂森等人的通訊頻率才知道這裡。恩尼斯持續言語挑釁，讓尼克差點失控，而站在一旁的查莉卻依然選擇跟從恩尼斯。當查莉跟著恩尼斯坐著他的藍色艾卡米諾專車離開後，尼克陪麥蒂森繼續上路，途中來到一片開滿矢車菊的草原後，母子倆躺在花圃裡短暫享受一下安逸。 現今，尼克一夥乘坐艾西雅的裝甲車往旗子地點進發時，中途出現互毆而導致裝甲車沖下道路至路溝下。除了尼克和受腿傷的摩根留下來以外，其他人決定先達成共識去找拖吊工具。當他們倆開始針對仇恨的看法產生爭議時，尼克突然注意到恩尼斯的艾卡米諾車從上方開過去，受仇恨所驅使而一度丟下摩根追趕。當尼克追趕恩尼斯至一間他藏物品的筒倉後，不顧趕上來的摩根制止而衝進去跟恩尼斯對抗，最後使恩尼斯被一個鹿標本的鹿角刺穿身體慘死。殺完仇人的尼克瞬間感到一場空虛，摩根便將他隨身的教導心平氣和的書供給尼克閱讀。當尼克坐在一旁閱讀完書籍時突然胸口中槍，發現面前開槍的人是他一心想救的查莉。當查莉被嚇跑後，艾莉西亞等人將裝甲車拖上來並趕到時，只能眼睜睜地看著尼克流血致死，其手裡緊緊抓著他摘到的矢車菊。                        |             |                                              |                    |                                               |               |                       |
| 41 | 4           | 埋葬 Buried                                  | 梅格納斯·馬藤斯    | 亞歴克斯·迪萊爾                               | 2018年5月6日  | 2.49                  |
| 尼克死後，艾莉西亞、露西和史特蘭帶著其遺體回車上準備找適當的地方埋葬他，絕望的三人選擇迎合艾西雅的要求，將他們的慘痛經歷對她講述。之前，麥蒂森為了向禿鷹幫證明棒球場能夠堅持下去，派出多個兩人小組出去尋找物資。史特蘭和科爾去找任何能種植出蔬菜的種子，但因為沒找到什麼，史特蘭於是向科爾展示一輛他事先藏好、裝滿大量補給品的應急車，稱是為了他們一走了之所準備，但科爾還是堅持他們把這些補給都帶回棒球場。露西和尼克去一間圖書館，沒搜到食物卻只搜到一本地圖，露西同時也產生跟尼克一走了之的念頭，翻開地圖卻還是回去棒球場。艾莉西亞和娜奧米來到一座水上樂園，跨越充滿行屍的游泳池後，在滑水道上方找到曾經住人的據點而搜到醫療補給。娜奧米途中打算開車獨自離開，卻因車沒油而只好留下來回去棒球場。三個小組均打消離開念頭回到棒球場裡，向麥蒂森稱只能到更遠的地方去尋找物資。現今，艾莉西亞、露西和史特蘭講述完這一天後，表示她們當初如果堅持選擇集體離開棒球場，可能不會淪落至此。眾人將尼克安葬在一棵樹下，約翰突然從露西帶著的一個娜奧米的背包，識出是「蘿拉」的背包。艾莉西亞稱娜奧米已在棒球場受襲時“消失不見”，但約翰拒絕接受她已死，因此跟自願留下來的摩根去尋找她。                     |             |                                              |                    |                                               |               |                       |
| 42 | 5           | 蘿拉 Laura                                   | 麥可·E·薩崔斯密    | 安娜·費雪科                                   | 2018年5月13日 | 2.46                  |
| 之前，約翰曾獨自生活在一座河邊小屋裡，每天時不時要出去清理從河上游沖下來的行屍。直到一晚，他注意到墜入河裡的娜奧米被沖至他的岸邊，於是馬上將她帶回木屋裡照看。由於娜奧米拒絕透漏她的名字，約翰就將她稱作「蘿拉」，兩人在木屋裡生活數日，培養出豐富的感情。不久，約翰注意到沖下來的行屍數量逐漸變多，於是和娜奧米划船來到上游的橋上，兩人合力修補好一塊讓行屍落入河裡的破損圍欄後，在附近商店裡去一點東西後回去。當晚，娜奧米對約翰講述自己的過去，當中包含她曾經失去過自己的孩子。約翰開始教導她釣魚技巧以及拼字桌遊，但注意到行屍持續被水沖過來，於是只能划船回去上游並用一輛吉普車擋住圍欄破損點。過程中，約翰面對行屍威脅卻不敢用手裡的左輪手槍，只能靠刺死牠，回去後對娜奧米講述他對槍械的恐懼，源於他做警察時槍殺的犯人變成行屍的經歷。當晚，上游橋上因為被更多行屍圍繞，導致牠們推翻吉普車後集體墜河，最後爬上木屋岸邊，約翰只好陪娜奧米聯手解決行屍群體，並讓約翰克服恐懼運用槍才制止危機。危機之後，約翰和娜奧米互相表示愛意後深情接吻。然而隔天，約翰起床後發現娜奧米已經收拾東西離開木屋，其用拼字遊戲留下一句「我也愛你，我很抱歉」；這縱使約翰離開木屋，踏上尋找她的旅程。           |             |                                              |                    |                                               |               |                       |
| 43 | 6           | 以防萬一 Just in Case                        | 黛西·馮·雪樂·梅耶  | 李察·奈明                                     | 2018年5月20日 | 2.31                  |
| 之前，娜奧米帶著麥蒂森和史特蘭前往一個曾經由FEMA駐守的避難所尋找化肥和種子，三人過程中在一間荒廢汽車旅館住一晚。隔天早上，娜奧米扔下他們倆後獨自來到避難所，如今淪陷而被大量行屍佔據，偷偷進去後在抽屜裡取得一把標記著「JIC」的車鑰匙，但她離開時因為看見一些貼墻上的小孩圖畫而一時悲痛，讓行屍群體注意到她而展開追逐。她爬上並困在腳手架上無處可逃時，麥蒂森和史特蘭及時趕到救下她。悲痛的娜奧米解釋她曾經和女兒蘿絲一起住在這裡，但因為蘿絲突然感染肺炎、迫使她出去尋找抗生素，但回來時卻發現蘿絲因病症喪生後屍變，緊接著感染且殺死避難所裡的所有難民。隨後，娜奧米展示一輛裝滿物資的卡車，由她拿到的車鑰匙驅動，表示這是曾經教導她生存的女子生前為「以防萬一」所準備。她們將卡車開回棒球場後，見形勢逆轉的梅爾文等禿鷹幫因此罷手而全軍撤離，而麥蒂森受當天影響，也秘密叫艾莉西亞預備一輛以防萬一的物資車。現今，摩根和約翰一路上遇到一位禿鷹幫成員，得知他們接下來會面的賽車場，趕過去後剛好趕上梅爾文等眾禿鷹幫來到後跟艾莉西亞等人舉槍僵持。然而，後方一輛車中突然走出本已身亡的娜奧米，讓艾莉西亞一時失控對她開槍，卻剛好擊中剛和蘿拉團聚的約翰而使他生命垂危。                            |             |                                              |                    |                                               |               |                       |
| 44 | 7           | 背道而馳 The Wrong Side of Where You Are Now | 莎拉·波伊德        | 梅莉莎·史雷夫納·洛夫                          | 2018年6月3日  | 1.97                  |
| 在賽車場的槍戰中，艾莉西亞、露西和史特蘭殺死大部分禿鷹幫成員，梅爾文見全盤皆輸後剛要開救護車逃跑，卻被艾莉西亞用榴彈發射器炸毀汽車。因此喪失醫療補給的娜奧米，只好跟摩根將重傷的約翰扶持進艾西雅的裝甲車，離開前順便收留落單的查莉。戰後，艾莉西亞一棒殺死燒傷無法行動的梅爾文後，跟史特蘭一起推算摩根等人接下來會去的地點。娜奧米讓艾西雅一路開回現已淪陷的棒球場尋找未被發現的醫療補給，而查莉不由地講述棒球場淪陷都是因她而起。之前，梅爾文和恩尼斯兄弟之間因沒敲詐棒球場成功而產生紛爭，梅爾文開車時遭遇車禍，迫使查莉回到棒球場找尼克等人幫忙救治他。梅爾文供述恩尼斯正在備戰及搜集能一舉消滅棒球場的行屍，呼籲麥蒂森等人必須馬上離開，但麥蒂森懷疑這是陷阱，堅持要讓查莉跟她們一起留下以外，給梅爾文一輛車後將他棄之門外。當晚，麥蒂森在棒球場各處備戰時，尼克、艾莉西亞和露西在查莉懇求下，違命開車出去將孤身在外面的梅爾文救回來。然而這時，恩尼斯帶領幾輛滿載行屍的貨車回到棒球場前，倒油放火開始將牠們引入棒球場內部，而尼根等人回來時剛好被困在行屍群體中央，迫使麥蒂森只好開啟大門將他們帶回來。現今，艾西雅開車來到荒廢的棒球場，開車撞進內部後，發現裡面充滿無數隻全身燒焦的行屍。 |             |                                              |                    |                                               |               |                       |
| 45 | 8           | 迷途知返 No One's Gone                       | 麥可·E·薩崔斯密    | 安德魯·查布里斯 & 伊恩·高德堡                 | 2018年6月10日 | 2.32                  |
| 之前，麥蒂森在水壩爭奪戰倖存後一路北上找尋家人，一天夜裡首遇艾西雅而試圖搶走裝甲車，經過一番爭奪戰後被她擊倒。麥蒂森在她的要求下供述自己的由來和種種經歷，講述她對“人性本善”抱有強大希望均源於她的兒女。兌現要求後，艾西雅將兩盒韓式泡麵與一些物資給她，而麥蒂森沿路找到艾莉西亞等人，一行人從此入住棒球場。現今，摩根和娜奧米到達棒球場醫務室的道路後拿到必需品，但艾莉西亞等人回到棒球場發動猛烈攻擊，跑上艾西雅的車引起爭端。艾莉西亞無意間看到母親的錄像帶後一度茫然無措，原本決定殺死往返的娜奧米，但摩根以自己這段時間的改變來勸說艾莉西亞，最後讓她放下槍且打消復仇念頭。所有人坐上裝甲車離開棒球場，娜奧米救治約翰過程中表述自己本名是瓊，而艾莉西亞一行人最終如實講述棒球場淪陷當晚的一切：科爾等其他居民集體分散逃跑後生死未卜，梅爾文則帶著查莉扔下眾人落跑，娜奧米獨自逃離球場後被禿鷹幫收留。而麥蒂森奮不顧身地點燃訊號彈，為家人和同伴爭取撤退的時間，最後被行屍群體夾擊。她在最後一刻用對講機點醒另一頭的艾莉西亞、尼克等家人不要放棄希望後，伴隨著燃燒的棒球場壯烈犧牲。最後，艾西雅將該錄像帶命名為「麥蒂森」後，眾人扎營並一起共享晚餐來紀念她。                               |             |                                              |                    |                                               |               |                       |
| 46 | 9           | 同一路人 People Like Us                      | 梅格納斯·馬藤斯    | 安娜·費雪科                                   | 2018年8月12日 | 1.88                  |
| 離開棒球場的幾個星期下來，艾莉西亞、史特蘭和露西雖然為麥蒂森和尼克報仇雪恨，但從此失去目標的三人將他們封鎖在一間莊園裡，借用酒精和音樂來澆愁。艾西雅、約翰、瓊和查莉居住在一座橋上的舊校車中，摩根經過近期的事情感覺他不能活在過去，開始打算一路回去他北部的安全社區、回歸原來的夥伴身邊。摩根提議其他人跟他一起走連遭拒絕，後來發現艾莉西亞並沒有跟史特蘭和露西在一起，隨後發現她封閉著自己，試圖追蹤一系列釘在行屍身上的求救紙條。摩根跟著她去幫忙，兩人跟著紙條來源的工廠，合作殺光周圍的行屍後卻發現求救的倖存者早已身亡。絕望之下，艾莉西亞不管後果並再次獨自離開。查莉因槍殺尼克的愧疚而不吃不喝，隨後同樣離開校車獨自上路，並將露西贈送給她的故事書歸還給她。瓊注意到有大量行屍開始從橋的上游沖下來，跟艾西雅一起去上游調查時，瓊感覺自己先前屢次棄人不管逃亡而不值得受約翰的愛慕，直到艾西雅告誡她不要糾結於過去、要珍惜現有的一切。但這時，眾人所在的地區刮來一片時速超過100公里的颶風，風量大到將路邊的行屍都吹跑，乃至造成行屍落河而沖至下游。由於艾西雅的裝甲車剛修復完而無法在風暴裡行駛，而約翰、史特蘭和露西也在外分頭尋找查莉，眾人分散困在風暴中心。                            |             |                                              |                    |                                               |               |                       |
| 47 | 10          | 閉上雙眼 Close Your Eyes                     | 麥可·E·薩崔斯密    | 下澤信太郎                                    | 2018年8月19日 | 1.86                  |
| 艾莉西亞進入一間住宅裡躲避風暴，殺死裡面屍變的一家四口後將屍體堆在外面，將他們的合照等私人物品扔出去。當她聽見屋子裡有人時，跑到樓上發現是孤身的查莉躲在房間裡不肯出來，艾莉西亞隔著門大聲怒吼查莉出賣並殺死他的母親和哥哥，諷刺她會背負這個愧疚度過餘生。由於風暴持續變大，艾莉西亞只好叫查莉出去外面幫忙加固窗戶，但釘錘聲響反而引來附近的大量行屍，導致她們被迫躲回屋子裡。艾莉西亞發現查莉身上藏一把手槍，並且還是槍殺尼克所用的槍，詢問她過來是否是來殺她，而查莉遲遲沒有回答。兩人勉強共坐一桌吃東西，但其中一個窗戶被風摧毀，兩人被迫躲入淹水的地下室，但上方的房子霎那間倒塌、封死地下室門，導致她們受困地下。唯一通往外面的門被堵死，雨水又開始大量漏入地下室而將會把她們溺死，艾莉西亞和查莉只好圍在一起等待奇跡發生。查莉懇求艾莉西亞用手中的槍殺死自己，表示她曾經目睹過死去父母後變成恐怖的行屍，不希望自己也加入行屍行列。艾莉西亞拿起槍面對讓她家破人亡的小女孩，但受同理心驅使而沒有扣下扳機，最後外面一棵樹倒下來砸毀外門才讓她們成功逃生。風暴過後，艾莉西亞埋葬一家四口後帶著查莉出車尋找其他人，但後來發現不管是莊園或是橋上的校車都已摧毀，讓她不知夥伴們的死活。           |             |                                              |                    |                                               |               |                       |
| 48 | 11          | 準則 The Code                                | 塔拉·妮可·維爾     | 安德魯·查布利斯 & 亞歴克斯·戴爾               | 2018年8月26日 | 1.83                  |
| 摩根為了躲避風暴而躲入一輛滿載物資的卡車，裡面堆積著寫著「拿走所需、留下不需」的補給盒。摩根留在卡車裡睡一晚，醒來時卻發現卡車將他載到密西西比州的一座加油站，在裡面的一台無線電中聽到一個女人的聲音，其讓摩根拿走加油站的所需。不久後，摩根遇到一位坐輪椅男子溫德爾和他的養妹莎拉，兄妹倆解釋有人隨地留下過這些物資，摩根從他們手中要到一輛車後決定回去德州找其他人，但在一座橋上突然決定回頭，用無線電告知莎拉說橋已斷掉。一路上，摩根營救一位奔跑中的男子吉姆，吉姆表示他被綁架過，摩根於是將他帶回莎拉和溫德爾的卡車。但吉姆認出莎拉其實就是綁架他的人，摩根跟他於是都被挾持。溫德爾和莎拉急切想知道摩根所來自的維吉尼亞州的安全社區位置，而吉姆由於能釀造兄妹倆都喜歡喝的啤酒而達成協議，三人將摩根拋棄在一輛被行屍包圍的廂車上。摩根在車上困一晚上，途中用無線電表示他的經歷，最後跳下去徒手殺死所有行屍。隔天早上，往回走的摩根被莎拉、溫德爾和吉姆接回卡車，摩根讓他們帶他回去德州找他的夥伴們，以換取前往安全社區的協議。摩根坐車回去德州路途上用無線電回復加油站時，听過摩根聲音的一位神秘黑人女性，對她手栓的一隻行屍「帕沃斯」臉上寫上相同的字後決定跟去德州。                       |             |                                              |                    |                                               |               |                       |
| 49 | 12          | 軟弱 Weak                                    | 科曼·多明戈        | 卡琳達·瓦絲奎茲                               | 2018年9月2日  | 1.52                  |
| 瓊和艾西雅困在裝甲車裡直到風暴過去後，因為缺水、食物和汽油而寸步難行，幾天下來都沒有任何無線電回應，於是只能時不時跑到高處想辦法聯絡上夥伴。這段期間，瓊開始擔心約翰的安危，卻又發現艾西雅因氣候變化加上脫水而開始生病發燒。為了尋找更多補給，她們倆留下裝甲車往前走後找到一輛能開動的卡車，卻導致有人偷跑艾西雅的裝甲車並持續往前開。兩人追不上且爆胎後不知所措，艾西雅的病情也越加嚴重，但她提到裝甲車裡還有抗生素。不久，瓊聽見裝甲車機槍的槍聲在附近傳出，為了救艾西雅而獨自上路，最後在前方叢林裡找到裝甲車以及偷跑車的倖存者奎恩。在奎恩持續不謙讓之下，瓊只好將他打倒後上車，卻發現車裡根本沒有藥；而艾西雅稱她只是想拿回車才撒謊。瓊從旁邊的巴士中找到一些藥物補給後，回去穩定艾西雅的狀況，其表示她只是不想放棄她的重要攝影機。另一方面，摩根往回走期間短暫遇到神秘黑人女性，其將補給盒裡的乾淨水換成髒水。摩根最終在高地上建立起通訊聯絡上瓊，讓她們兩方在27英里牌前重聚。瓊想起她放走的奎恩而打算收留他，回應裝甲車裡的通訊器希望他能到27英里牌會面。然而，奎恩最後到達一個假27英里牌前，被黑人女性用她拴住的行屍咬死，其留住即將屍變的奎恩當她的“新寵物”。                           |             |                                              |                    |                                               |               |                       |
| 50 | 13          | 二十一點 Blackjack                           | 沙拉特·拉傑        | 伊恩·高德堡 & 李察·奈明                       | 2018年9月9日  | 1.71                  |
| 眾人無法聯絡上奎恩時，神秘黑人女性瑪莎親自用通訊器回應他們稱奎恩已死，而曾經見過她的摩根認出她的聲音。瑪莎警告摩根不要繼續沿路留下補給盒或是幫助外人，以防止人們變得“軟弱”，但摩根不想理會她。與此同時，約翰和史特蘭出去尋找查莉未果，經過風暴後反而被困在四周環繞積水的木屋裡。約翰雖然想辦法拼湊一個樹幹木筏，但水中卻潛伏一條短吻鱷，他們雖然最後還是透過一輛卡車的後箱蓋子再做一艘堅固的木筏。約翰和史特蘭計劃用車的喇叭引來更多行屍、以此轉移鱷魚的注意力，但喇叭卻在他們渡河途中耗盡電量。鱷魚馬上游過來襲擊筏，導致筏開始進水下沉，兩人深知無法游到對岸而放棄游回木屋。獨自在外的露西同樣找不到查莉，在小鎮上結識一名受傷臨死的倖存者克雷頓，其表示最後遺願是喝杯啤酒。露西最後在摩根留下的一個補給箱中找到啤酒帶回給他，而克雷頓表示他就是四處留下補給箱的卡車主人，露西等他臨終後安葬他，還被他贈予一系列筆記。露西透過箱子上瓊寫下過的通訊頻率聯絡上摩根，最終和隊伍重聚後被接上車。不久後，在外發現盒子的艾莉西亞和查莉同樣聯絡上摩根一行人，正當眾人決定去接她們時，開裝甲車尾隨摩根的卡車在後的瑪莎，因為對他不聽她勸告而不滿，隨後追上卡車並用機槍掃射卡車內部。                   |             |                                              |                    |                                               |               |                       |
| 51 | 14          | 54英里 MM 54                                 | 盧·達蒙德·菲利普斯 | 安娜·費雪科 & 下澤信太郎                      | 2018年9月16日 | 1.87                  |
| 瑪莎在災情初期時陪丈夫駕車逃亡過程中遭遇車禍，丈夫因受傷而奄奄一息的同時，沒有一輛經過的汽車願意停下来幫助她們，最後讓她眼睜睜地看著丈夫喪命且屍變。她殺死並埋葬丈夫後逐漸精神錯亂，失去“人幫助人”的信念。當她有一天看見一位在她車禍現場附近放置補給盒的女子後，赫然對這種行為深感厭惡而殺死她，透過女子卡車裡的無線電，開始追尋並屠殺所有放置補給盒的其他成員，最終讓她聽見摩根在加油站的呼叫而跟到德州。回到今日，瑪莎開裝甲車摧毀整輛卡車後，試圖攻擊摩根一行人時被溫德爾槍傷而逃跑，爆炸和槍聲引來周圍的行屍，眾人在無車的情況下只好沿路步行。預料到他們撐不了多久後，摩根帶領他們躲入附近城市奧斯汀的棄置醫院，尋找補給時也發現內部同樣被行屍佔據。當外面的行屍開始破窗而入時，艾西雅獨自到發電機室啟動電源和電梯，讓其他人集體撤離至頂樓躲避，但不僅消防梯破損嚴重而無路可逃，眾人還發現吉姆腹部被行屍咬到而性命不保，摩根開始陷入不知所措的局面。與此同時，艾莉西亞和查莉到達燒毀的貨車前，由於無法推測其他人的前進路線，艾莉西亞決定放棄尋找他們後，一心想將查莉帶到最近的海灘以實現她想去海邊的夢想。一路往南過程中，她們倆透過水邊的牛仔帽找到對岸的約翰和史特蘭。                     |             |                                              |                    |                                               |               |                       |
| 52 | 15          | 我失去同伴… I Lose People...                 | 大衛·巴雷特        | 卡琳達·瓦絲奎茲                               | 2018年9月23日 | 2.03                  |
| 為了救出困在河中央的約翰和史特蘭，艾莉西亞和查莉在附近小鎮上尋找工具時遇見瑪莎，其試圖阻止她們時卻因槍傷而昏倒。艾莉西亞和查莉隨後將她拴在裝甲車裡，並開車跨河營救上約翰和史特蘭後去救其他人。在醫院，吉姆因咬傷而開始虛弱，摩根不知如何是好時決定先帶領其他人去救困於下方的艾西雅，到樓下後發現大量行屍被瓦礫堆堵住，但艾西雅卻只留下字條且不見人影。為了保證其他人能逃跑，摩根和吉姆留在樓頂上靠扔行屍下樓砸中汽車發出警報聲，將樓底下的行屍都引走，讓瓊等人有機會搭上救護車逃跑。而瓊不忍心扔下摩根，用通訊器和艾莉西亞和約翰一方團聚後，所有人馬上回到醫院門口，試圖用一輛消防車梯子救下摩根。經過一場驚險的救援行動後，摩根雖然成功得救，但他們周邊仍然圍繞多數行屍。身在樓頂的吉姆深知他逃不了且活不長，同樣為了保證其他人能逃跑，於是首先將自己的釀酒配方交給莎拉後跳樓自盡，摔在一輛車上發出警報聲引走行屍。摩根一行人離開時，關在裝甲車裡的瑪莎已撬鎖逃跑，決定不管她後繼續上路，這次所有人一致決定前往摩根位於維吉尼亞州的社區。然而當晚，留在城市裡的瑪莎找到墜亡的吉姆，在他的臉上寫下字後等待他屍變醒來，決定繼續追尋他們。                                                         |             |                                              |                    |                                               |               |                       |
| 53 | 16          | …還失去自我 ... I Lose Myself                | 麥可·E·薩崔斯密    | 安德魯·查布里斯 & 伊恩·高德堡                 | 2018年9月30日 | 2.13                  |
| 艾西雅逃亡至醫院周邊的停車場找到一部攝影機，開一輛警車趕回醫院尋找夥伴，不巧遇到瑪莎而被打昏，而瑪莎僅用她的攝影機為摩根留下訊息。艾西雅被折返回來的夥伴搭救上車，眾人團聚後決定先回一趟北極熊的物資加油站，決定取走所有物資後沿路留下。摩根從瑪莎身上看見過去自己的影子，讓其他人先到加油站補給，他獨自開警車去找瑪莎，最終在她丈夫喪生的路牌前找到絕望的她。然而這時，其他人集體因為喝過加油站中的礦泉水而中毒，源於水中被瑪莎上次去加油站時混入過防凍液，而唯一解藥是乙醇。摩根試圖告知夥伴，卻因距離太遠而收不到訊號，瑪莎隨後施暴使摩根發生車禍，在摩根臉上寫下「我失去同伴，還失去自我」字眼後故意讓自己被行屍咬傷，讓摩根徹底對她無能為力。不肯放棄夥伴的摩根將瑪莎拷在警車旁，忍著傷痛找到一輛啤酒卡車跑回去，讓眾人喝完幾瓶酒精解毒後慢慢康復。摩根於幾天後回到失事警車旁，發現瑪莎已經屍變且自斷手臂，將她殺死後埋葬。摩根決定不能讓瑪莎的悲慘經歷在其他倖存者身上重演，而其他人經過這次命懸一線後，決定暫時不去維吉尼亞州，摩根靠北極熊遺留的筆記找到一間位於水壩旁的牛仔布工廠，決定將這裡作為他們的新補給站，再透過艾西雅的倖存者訪問記錄，繼續尋找且幫助外面的倖存者。             |             |                                              |                    |                                               |               |                       |

## 發展
2017年4月14日，AMC續訂本劇第四季，一共16集，並宣佈安德魯·查布里斯和伊恩·高德堡將會接替戴夫·埃利克森擔任新節目統籌。拍攝工作於2017年1月在德克薩斯州奧斯汀正式開始，而來自《陰屍路》的歷年導演麥可·E·薩崔斯密也將加盟劇組擔任導演之一，他執導過《陰屍路》其中12集。
2017年11月，在《陰屍路》中飾演摩根·瓊斯的蘭尼·詹姆斯將會加盟劇組作為第四季的新主演，作為首位兩劇連動的角色。第四季同時會加盟三位演員擔任主演，葛瑞特·迪拉杭特、珍娜·葉夫曼以及瑪姬·格蕾斯。
隨著兩位新節目統籌的安排，第四季許多地方不同於前三季，增添不少西部風格。首先片頭序列經過重新設計，每一集都會有不同的標題卡，再伴隨著新的主題音樂展現出來。由於前三季與《陰屍路》劇情發生時間相差巨大，第四季前半季劇情採用非線性敘事，一點一點將兩部電視劇劇情發生時間併齊，兩位新節目統籌同時與《陰屍路》統籌史考特·M·金普共同編寫第四季首播集。

## 外部連結
- 官方网站
- 互联网电影数据库（IMDb）上《驚嚇陰屍路》的资料（英文）